# Gnöttjärnen
Gnöttjärnen är en sjö i Ockelbo kommun i Gästrikland och ingår i Hamrångeåns huvudavrinningsområde. Sjön är 5,4 meter djup, har en yta på 0,0852 kvadratkilometer och är belägen 76,2 meter över havet.

## Delavrinningsområde
Gnöttjärnen ingår i det delavrinningsområde (674947-156009) som SMHI kallar för Utloppet av Vittersjön. Medelhöjden är 82 meter över havet och ytan är 21,46 kvadratkilometer. Det finns inga avrinningsområden uppströms utan avrinningsområdet är högsta punkten. Murån som avvattnar avrinningsområdet har biflödesordning 2, vilket innebär att vattnet flödar genom totalt 2 vattendrag innan det når havet efter 29 kilometer. Avrinningsområdet består mestadels av skog (75 procent). Avrinningsområdet har 2,94 kvadratkilometer vattenytor vilket ger det en sjöprocent på 13,7 procent.